# Chantal Meek
Chantal Meek (Kent, Reino Unido, 19 de diciembre de 1978) es una deportista australiana que compitió en piragüismo en las modalidades de aguas tranquilas y maratón.
Participó en los Juegos Olímpicos de Pekín 2008, obteniendo una medalla de bronce en la prueba de K4 500 m. Ganó una medalla de bronce en el Campeonato Mundial de Piragüismo de 2003, en la prueba de K4 1000 m.
En la modalidad de maratón, obtuvo dos medallas de bronce en el Campeonato Mundial en los años 2000 y 2001.

## Palmarés internacional

### Piragüismo en aguas tranquilas
| Juegos Olímpicos   | Juegos Olímpicos             | Juegos Olímpicos  | Juegos Olímpicos |
| Año                | Lugar                        | Medalla           | Competición      |
| ------------------ | ---------------------------- | ----------------- | ---------------- |
| 2008               | Pekín (China)                | Medalla de bronce | K4 500 m         |
| Campeonato Mundial |                              |                   |                  |
| Año                | Lugar                        | Medalla           | Competición      |
| 2003               | Gainesville (Estados Unidos) | Medalla de bronce | K4 1000 m        |

### Piragüismo en maratón
| Campeonato Mundial | Campeonato Mundial             | Campeonato Mundial | Campeonato Mundial |
| Año                | Lugar                          | Medalla            | Competición        |
| ------------------ | ------------------------------ | ------------------ | ------------------ |
| 2000               | Dartmouth (Canadá)             | Medalla de bronce  | K1                 |
| 2001               | Stockton-on-Tees (Reino Unido) | Medalla de bronce  | K1                 |